# 필리프 브라다리치
필리프 브라다리치(크로아티아어: Filip Bradarić, 1992년 1월 11일 ~ )는 크로아티아의 전 축구 선수로, 현역 시절 수비형 미드필더로 활약하였다.